# Jan Hrdina (1980)
Jan Hrdina (* 12. září 1980 Kladno) je český publicista, autor literatury faktu, fotograf a cestovatel. Zabývá se dějinami antického světa a raného a vrcholného středověku západní Evropy, zejména pak Británie.[zdroj⁠?!] Zvláštní oblastí jeho zájmu je historie a kultura Skotska.

## Život
Jan Hrdina maturoval roku 1999 na jaroměřském Gymnáziu Jaroslava Žáka (tehdy Gymnázium a obchodní akademie Jaroměř) a poté studoval na Filozofické fakultě Masarykovy univerzity v Brně obor historie a klasická archeologie. V letech 2006–2007 si vzdělání rozšířil studiem historie na Rijksuniversiteit Groningen v Nizozemsku.
Od roku 2001 píše, publikuje a překládá, pracoval též jako redaktor a fotograf. Působí jako publicista a spisovatel na volné noze, spolupracuje s vydavatelstvím Extra Publishing, kde je stálým spolupracovníkem populárně-naučných časopisů Živá historie, Kauzy (extra HISTORIE), Historické války a Tajemství české minulosti.
Jako odborný konzultant se podílel na přípravě expozic v pražských památkových objektech (Staroměstská radnice, Prašná brána, Staroměstská mostecká věž etc.) i na projektu na podporu výuky dějepisu. Jako spoluautor námětu (spolu s režisérem Zdeňkem J. Pojmanem) a odborný konzultant spolupracoval na vzniku dokumentárního filmu ČT o Janu Husovi Mistr a kazatel (2015) a dokumentárním seriálu ČT o Karlovi IV. Sedm pečetí Karla IV. (2016).[zdroj⁠?!]
Stal se autorem knihy Skotsko: Země dávných tajemství a stejnojmenného seriálu Českého rozhlasu, který vznikl podle prvního vydání knihy. Románovou prvotinou byla kniha Tajemství skotské krve, z angličtiny přeložil knihu MacBeth – velekrál skotský. Jako odborný korektor se podílel na překladech knih z francouzštiny a němčiny.[zdroj⁠?!] Roku 2020 vyšel jeho netradiční průvodce skotskými dějinami a kulturou s názvem Skotskem po stopách seriálu Cizinka. Zatím posledním počinem je kniha Bohemané: Prvních tisíc let českých dějin.
Roku 2009 se účastnil české expedice Brazilia Encantada, vedené Ivanem Mackerlem. Expedice se pokusila rekonstruovat poslední cestu legendárního britského badatele, plukovníka Percyho H. Fawcetta, který při pátrání po ztraceném městě "Z" roku 1926 záhadně zmizel. Česká expedice, pátrající po pozůstatcích vyspělé indiánské civilizace, z Brazílie přivezla dílčí nová zjištění, včetně objevu dosud neznámých znaků.[zdroj⁠?!]